# کیویتاس (تگزاس)
کیویتاس (به انگلیسی: Cuevitas) یک منطقهٔ مسکونی در ایالات متحده آمریکا است که در شهرستان ایدالگو، تگزاس واقع شده‌است. کیویتاس ۰٫۸ کیلومتر مربع مساحت و ۴۰ نفر جمعیت دارد و ۴۳ متر بالاتر از سطح دریا واقع شده‌است.